# Yarnton
Yarnton är en ort och civil parish i Storbritannien.   Den ligger i grevskapet Oxfordshire och riksdelen England, i den södra delen av landet, 90 km väster om huvudstaden London. Yarnton ligger 63 meter över havet och antalet invånare är 2 579.
Terrängen runt Yarnton är platt. Runt Yarnton är det mycket tätbefolkat, med 2 345 invånare per kvadratkilometer. Närmaste större samhälle är Oxford, 6,9 km sydost om Yarnton. Trakten runt Yarnton består till största delen av jordbruksmark.